# Ny-Flamländska Alliansen
Ny-Flamländska Alliansen (ned: de Nieuw-Vlaamse Alliantie, N-VA) är ett flamländsk-nationalistiskt politiskt parti i Belgien. Partiet bildades 2001 av högerfalangen i Folkunionen. Det verkar för Flanderns fredliga åtskiljande från Belgien och vill införa lagar som tvingar de fransktalande invånarna i Flandern att lära sig delstatens enda officiella språk, nederländska. Partiledare sedan 2004 är Bart De Wever.

## Historia
2001 splittrades Folkunionen i två partier SPIRIT och N-VA. N-VA ingick valtekniskt samarbete med CD&V i parlamentsvalen 2004 och 2007, men ställde upp som eget parti 2010. Jean-Marie Dedecker gjorde ett kort gästspel i partiet men lämnade N-VA efter bara tio dagar sedan partikongressen vägrat att placera honom på valsedeln. Gruppledaren Frieda Brepoels, som stödde Dedeckers kandidatur, lämnade då partistyrelsen i protest.
I parlamentsvalet i juni 2007 gick partiet framåt och satt i den federala regeringen till dess att samarbetet med kristdemokratiska CD&V sprack i september 2008. Det flamländska parlamentsvalet 2009 blev emellertid en stor succé för N-VA: partiet fick 13%. Dess väljarkår röstade tidigare förmodligen till största delen för Vlaams Belang.
I parlamentsvalet i juni 2010 nådde partiet ytterligare framgångar, och blev parlamentets största parti med 17,4% på nationell nivå (27,8% i Flandern) och 27 platser i representantkammaren.

## Europaparlamentet
I Europaparlamentsvalet 2009 vann partiet ett mandat. Fram till valet hade partiets Europaparlamentariker suttit i Gruppen för Europeiska folkpartiet (kristdemokrater) och Europademokrater (EPP-ED). Den 24 juni 2009 blev det dock klart att partiet anslutit sig till Europeiska fria alliansen (EFA) och att dess ledamot i parlamentet övergår från EPP-ED till Gruppen De gröna/Europeiska fria alliansen (G/EFA).

## Partiledare
| Namn | Namn            | Bild | Tillträde | Frånträde |
| ---- | --------------- | ---- | --------- | --------- |
| 1    | Geert Bourgeois |      | 2001      | 2004      |
| 2    | Bart De Wever   |      | 2004      | nuvarande |